# 21520 Dianaeheart
21520 Dianaeheart è un asteroide della fascia principale. Scoperto nel 1998, presenta un'orbita caratterizzata da un semiasse maggiore pari a 2,9718149 UA e da un'eccentricità di 0,0440458, inclinata di 9,22404° rispetto all'eclittica.